# مهدی قراچه‌داغی
مهدی قراچه‌داغی، زادهٔ سال ۱۳۲۶ در کاشان مترجم کتاب‌های روان‌شناسی، تربیت کودک و نوجوان، کسب‌وکار، اقتصاد و رمان است. وی از سال ۱۳۵۱ ترجمه کتاب را آغاز کرده‌است و تا زمان نگارش این مقاله، ۵۱۰ عنوان کتاب را ترجمه کرده‌است، که از میان آن‌ها بیش از ۳۵۰ عنوان در حوزه روان‌شناسی بوده‌است.

## زندگی‌نامه و تحصیلات
مهدی قراچه‌داغی متولد ۱۲ آبان ۱۳۲۶ در کاشان است. تحصیلات پیش از دانشگاه را در شهرهای کاشان (۹ سال)، یزد (۲ سال) و تهران (۱ سال) گذراند و دیپلم ریاضی را اخذ کرد. در سال ۱۳۴۴ لیسانس اقتصاد را از دانشگاه ملی ایران (دانشگاه شهید بهشتی فعلی) به پایان رساند. وی مدتی برای ادامه تحصیل به انگلستان رفت که آن را ناتمام گذاشت و پس از بازگشت به ایران در رشته اقتصاد عمومی با گرایش «اقتصاد و حمل و نقل هوایی» از دانشگاه ملی ایران (دانشگاه شهید بهشتی فعلی) فارغ‌التحصیل شد و هم‌زمان در سازمان هواپیمایی کشوری به عنوان اولین مدرس ایرانی مشغول به کار شد و به تدریس «خدمات فرودگاهی و خدمات زمینی» پرداخت. ضمناً او خواهر زاده سهراب سپهری شاعر و نقاش شهیر است.

## فعالیت در ورزش دو و میدانی
مهدی قراچه‌داغی علاوه بر فعالیت مسابقه‌ای در ورزشی دو و میدانی در دوران دانشجویی، در فاصله سال‌های ۱۳۸۲ تا ۱۳۸۵ دبیر فدراسیون دو و میدانی جمهوری اسلامی ایران، و در مقطعی در سال ۱۳۸۵ سرپرست تیم ملی دو و میدانی جوانان ایران بوده‌است. وی کتابی با عنوان «دو و میدانی: پرش‌ها و پرتاب‌ها» نوشته بابی کانلن مور و ویلیام جی بوئرمن را ترجمه کرده‌است.

## آثار شاخص
به گفتهٔ مهدی قراچه‌داغی، شاخص‌ترین آثار ترجمه شده‌اش به شرح زیراند:
- «از حال بد به حال خوب» با موضوع تعلیمات روانی
- «عشق هرگز کافی نیست» و «مردان مریخی، زنان ونوسی» با موضوع مسایل زناشویی
- «روان‌شناسی تصویر ذهنی» با موضوع کتاب‌های الهام‌بخش

## فهرست برخی از آثار
آثار مهدی قراچه‌داغی به نقل از فهرست سازمان اسناد و کتابخانه ملی ایران به شرح زیر اند:
- ۱۰۰ قانون بی‌چون و چرا برای موفقیت در تجارت
- آشتی با مرگ (اوحدی)
- آفرینش فراوانی (پیکان)
- آماده باشیم یا نباشیم، زندگی از راه می‌رسد (پیک بهار)
- آموزگار و فشارهای روانی (پیک بهار)
- آینده خود را خلق کنید (ذهن آویز)
- آیین شوهرداری (البرز)
- احساس شادابی (پیکان)
- اختلال ساختگی (پیکان)
- اختیار شما در دست کیست؟ (قطره)
- از حال بد به حال خوب (آسیم)
- از خودتان پذیرایی کنید (البرز)
- استرس خوب / بد / زشت (دایره)
- استرس و خانواده سالم (البرز)
- اصول آماده‌سازی تیم ۱۰۱ (تهران)
- افسردگی و درمان آن (قطره)
- اگر حقیقت داشت (پیکان)
- اگر زندگی بازی است، این قوانینش است
- امان از دست بچه‌ها (البرز)
- انتخاب با شماست (پیکان)
- اندیشه‌های الهام‌بخش (نخستین)
- انسانهای مؤثر (پیکان)
- اوج موفقیت (آسیم)
- با آرامش ذهن به ثروت برسید (درسا)
- با هم برای همیشه (پیکان)
- بچه‌ها بهشتی هستند (پیکان)
- بخشودن (درسا)
- برنامه پرواز (ذهن‌آویز)
- برنامه‌ریزی عصبی کلامی (کتاب) (البرز)
- بزرگترین درسهای زندگی (آسیم)
- به روش خود ثروتمند شوید (ذهن آویز)
- بهترین دوران زندگی زن (قطره)
- بهترین زمان زندگی شما در این لحظه (پخش)
- بهترین سال زندگی شما (آسیم)
- بیا من و تو ما بشویم (دایره)
- بیندیشید و ثروتمند شوید (شباهنگ)
- پنج دقیقهٔ خوب (مهر)
- پیام‌ها (شباهنگ)
- پیروزی (آسیم)
- تاریخچه روانشناسی (پیکان)
- تجارت امروز، برخورد با زورگویان (ایران‌بان)
- تجارت امروز، مدیر جدید موفق (ایران‌بان)
- تجارت امروز، مدیریت استرس (ایران‌بان)
- تجارت امروز، مدیریت شغلی (ایران‌بان)
- تجارت امروز، مدیریت موفق پروژه (ایران‌بان)
- تجارت امروز، مذاکرهٔ موفق (ایران‌بان)
- تحول ذهن با توجه به تن (اوحدی)
- تربیت مثبت (قطره)
- تربیت مسموم (آسیم)
- تربیت مسموم (البرز)
- تربیت نوجوانان با عشق و منطق
- تسخیر خوشبختی (البرز)
- تصویرسازی ذهنی (نقش و نگار)
- تفاهم (دنیای کتاب)
- تفاهم منفی (شباهنگ)
- تو همه اندیشه‌ای (پیکان)
- توطئه جهانی (پیکان)
- تیپ شخصیتی من کدام است؟ (پوینده)
- جادوی مدیریت (نخستین)
- جادوی موفقیت (آسیم)
- جامعه نیمه بالغ‌ها
- چرا مردها هرگز به یاد نمی‌آورند و … (اوحدی)
- چرا مردان اتو نمی‌کشند (البرز)
- چرا مردها دروغ می‌گویند و … (البرز)
- چگونه از عطش دلبستگی رهایی یابیم؟ (قطره)
- چگونه با هر کسی صحبت کنیم (ذهن آویز)
- چگونه ثروتمند شویم (ذهن آویز)
- چگونه حرف بزنیم تا نوجوانها گوش بدهند و … (مهر)
- چگونه دوست بداریم؟ (نشر رائین)
- چگونه فرزندانی خوش رفتار … (پیک بهار)
- چگونه مانند لئوناردو (کتاب تمرین)
- چگونه مانند لئوناردو فکر کنیم (البرز)
- چگونه مانند میلیونرها فکر کنیم (پیک پیکان)
- چیزی نمانده بود زندگی‌ام تباه شود (پیکان)
- حرف اضافی ممنوع (پیک بهار)
- حلقه (البرز)
- خانواده (البرز)
- خانه شن و مه (پیکان)
- خلاقیت (پیک بهار)
- خواب بدون گریه (پیک بهار)
- خواب و بی‌خوابی (مثلث)
- خود شکوفایی (شباهنگ)
- خیال باطل (اوحدی)
- در کشور آزاد (دایره)
- در جستجوی خوشبختی (البرز)
- در جستجوی عشق و زندگی (اوحدی)
- درس اول: الفبای زندگی (پیک بهار)
- درس میلیونر (ذهن آویز)
- درمان اضطراب و افسردگی (مهر)
- درمان افسردگی (آسیم)
- دشواریهای گفتگو (پیکان)
- دفتر تمرین هفت عادت مردمان موفق (پوینده)
- دوست بدارید اما لوس نکنید (پیک بهار)
- ده قاعده طلایی در کار (پیک بهار)
- ده قدم تا نشاط (آسیم)
- ذهن بی‌انتها – جسم پردوام
- رابطه مؤثر مهارتهای زناشویی (شباهنگ)
- رابطه همسران (پیک بهار)
- راه موفقیت (ذهن‌آویز)
- راه نبوغ (پیکان)
- راه نفوذ در دلها (ذهن‌آویز)
- راهکار برتر (ذهن‌آویز)
- راهکارهای زندگی برای نوجوانها (آسیم)
- راهکارهای موفقیت (ذهن‌آویز)
- راهنمای دل (پیکان)
- راهنمای روح (پیکان)
- راهنمای سلامت روان (البرز)
- راهنمای موفقیت نائومی (آسیم)
- راه‌های ساده برای زندگی سعادتمند (نخستین)
- رفتار کودک (شباهنگ
- رقص با شادی‌ها (نخستین)
- رموز موفقیت در مدیریت و رهبر ان‌ال‌پی (پیکان)
- روابط مخرب (اوحدی)
- روانشناسی اضطراب (دایره)
- روانشناسی افسردگی (دایره)
- روانشناسی بلوغ (دایره)
- روانشناسی تصویر ذهنی (شباهنگ)
- روانشناسی تنبلی (دایره)
- روانشناسی توافق (شباهنگ)
- روانشناسی خلاقیت (شباهنگ)
- روانشناسی رشد از تولد تا ۲۱ سال (دایره)
- روانشناسی عزت نفس (نخستین)
- روانشناسی موفقیت با ذهنیت مثبت (آسیم)
- روزهای زندگی (مردان مریخی – پیکان)
- رها از اضطراب (پیک بهار)
- رها از افسردگی (پیک بهار)
- رهایی (اوحدی)
- رهایی از استرس (آسیم)
- رهایی از ترس (پیک بهار)
- رهایی عاطفی (نگاه)
- زن در گذر میانسالی (پیکان)
- زن و اضطراب (مهر)
- زن واسپرده (آسیم)
- زن، مرد، ارتباط (دایره)
- زنان شیفته (پیکان)
- زنانی که مردان آن‌ها را دوست دارند (مهر)
- زندگی، عشق و دیگر هیچ (دایره)
- زندگی شاد (شباهنگ)
- زندگیتان را در هفت روز تغییر دهید (قطره)
- زوج‌های عاشق (پیک بهار)
- سالمندان (دایره)
- سال‌های شیرین نوجوانی (دایره)
- سخت نگیرید باور کنید که مهم نیست (هستان)
- سفرهای دور و دراز (ذهن آویز)
- سلامتی هم زیباست (دایره)
- سن واقعی (شباهنگ)
- سودای عشق (پیکان)
- سه‌شنبه‌ها با موری (البرز)
- سیر درمانی (نخستین)
- شعله‌های خشم (البرز)
- شناخت درمانی و مشکلات روانی (درسا)
- شوهر تنبل (پیک بهار)
- شیوه‌های آموزش به دانش‌آموزان خشمگین… (پیک بهار)
- صفت‌های بایسته یک رهبر (تهران)
- ضربه‌های عقاب (ایران بان)
- عادت هشتم (پیکان)
- عاشق شوید و در عشق بمانید (قطره)
- عشق پایدار (پیکان)
- عشق پردوام (درسا)
- عشق ممنوعه (البرز)
- عشق موردنظر شما (آسیم)
- عشق هرگز کافی نیست (ذهن آویز)
- عقده‌ها (پوینده)
- عقرب (ایران بان)
- غلبه بر عادت‌های مزاحم (پیکان)
- فرزندان با اعتماد به نفس (پیکان)
- فرزندان خوب تربیت کنیم (اوحدی)
- * فرشته (اوحدی)
- فصل‌های دل (اوحدی)
- فکرتان را عوض کنید تا زندگی‌تان تغییر کند (ذهن آویز)
- فوق ستاره فروش شوید (ذهن آویز)
- قبل از تنهایی (دایره)
- قدرت زمان (ذهن‌آویز)
- قصر شیشه‌ای (البرز)
- قصه درمانی (دایره)
- قوانین ثروت (ایران بان)
- قوانین زندگی (ایران بان)
- قورباغه را بخور (ذهن آویز)
- کارت‌های مریخ و ونوس (آسیم)
- کتاب عادت‌های خوب (آسیم)
- کلمات آرام‌بخش (آسیم)
- کلمات شفابخش (البرز)
- کلید اسرار جک کنفیلد (ایران بان)
- کلید جو ویتال (ایران بان)
- کمک من عاشق یک خودشیفته هستم (پوینده)
- کنترل و مدیریت استرس (نخستین)
- کوهستان سرد (آسیم)
- کی و چگونه نه بگوییم (پیک بهار)
- لحظه (اوحدی)
- مادام مائو (اوحدی)
- مادر از زندگی‌ام متنفرم (پیک بهار)
- مدیریت استرس (پیکان)
- مدیریت بحرانهای دوران نوجوانی (پیک بهار)
- مدیریت خانواده (نخستین)
- مرا نمی‌فهمی (دایره)
- مردان مریخی، زنان ونوسی (در محیط کار) پیکان
- مرکز توجه (آسیم)
- مریخیها و ونوسیها (شروع دوباره) پیکان
- مریخیها و ونوسیهای واقعی (پیکان)
- مریخیها و ونوسیها در عشق (پیکان)
- مسئولیت‌پذیری (شباهنگ)
- مشق شب بدون گریه (پیک بهار)
- معجزات عملی مریخ و ونوس (پیکان)
- معجزات ارتباط و (ان، ال، پی) آسیم
- معجزه باور (اوحدی)
- من، دیگو (پوینده)
- منظور ما این نبود (دایره)
- موفقیت بی‌قید و شرط (قطره)
- موفقیت ذاتی (پیکان)
- موفقیت شغلی (ذهن آویز)
- مهارت‌های عملی زندگی (ذهن آویز)
- مهارت‌های زندگی (ذهن آویز)
- مهارت‌های زندگی برای نوجوانها (ذهن آویز)
- میانسالی و بعد از آن (نخستین)
- ناجیان زندگی (قطره)
- نترسیم و عشق بورزیم (البرز)
- نجات رابطه (هستان)
- نجوا با کودک (پیکان)
- نجواگر اسب (البرز)
- نظم‌آموزی به کودکان (پیک بهار)
- نقطه بحران (آسیم)
- نقطه شروع (کتاب بهمن)
- نکته‌ای گهربار برای مدیران (نخستین)
- نوبت شادی (تهران)
- نوجوان امروز (پیک بهار)
- نوجوانها سخت نگیرید (تهران)
- نیروی بیکران و خواب آرام (پیکان)
- وابستگی سالم (پیک بهار)
- وقتی اضطراب حمله می‌کند (آسیم)
- هدف (برایان تریسی) ذهن آویز
- هرگز نگویید هرگز (قطره)
- هری پاتر و جام آتش (ذهن آویز)
- هفت اشتباه بزرگ پدر و مادر (آسیم)
- هفت اصل اخلاقی برای موفقیت در ازدواج (آسیم)
- هفده دروغ و یک حقیقت (آسیم)
- همه چیز امکان‌پذیر است (آسیم)
- یادگیری ریاضی و علوم (پیک بهار)
- یادمان یکصدمین سال مورتی
- یک دو سه معجزه‌ای در تربیت کودک (پیک بهار)
- دو و میدانی: پرشها و پرتابها (سهروردی)